# Геліопітек
Геліопітек (Heliopithecus) — викопний рід приматів, що існував 16 мільйонів років тому в епоху міоцену. Фрагментарні залишки викопної щелепи й ізольованих зубів були знайдені в Саудівській Аравії, вони були описані як належні до виду Heliopithecus leakeyi. Деякі автори вважають геліопітека синонімом афропітека.

## Виявлення і класифікація
Фрагментарні рештки лівої щоки[що?] та чотирьох ізольованих зубів були знайдені в Саудівській Аравії в 1978 році. У 1992 році був віднесений до родини афропітецидів Ендрюсом, а у 2010 до проконсулідів Залмотом.

## Опис викопних решток
Щелепа характеризується вузьким піднебінням з паралельними рядами зубів. Верхні премоляри більші в порівнянні з корінними зубами. Зуби верхньої щоки покриті шаром емалі.

## Відмінності від інших родів
З досліджень проведених на одонтологічній характеристиці Ендрюсом і Мартіном була запропонована гіпотеза, що геліопітек може бути синонімом афропітека і моротопітека, цю думку підтримував Люїс Лікі. Подібність між цими родами в великих верхніх премолярах і вузьких верхніх корінних зубах. Однак з подальших досліджень виявилось, що геліопітек віддалений від афропітека і моротопітека. Ця точка зору підкріплюється тим, що геліопітек має більш широкі корінні зуби й краще розвинений мовний пояс в порівнянні з афропітеком і моротопітеком. У порівнянні з іншими проконсулами раннього міоцену, геліопітек має більш потужні зуби та щелепи, ці функції зіграли ключову роль у поширенні гомінідів з Африки в Євразію. 17 мільйонів років тому — це час, коли зниження рівня моря призвело до того, що Аравійський півострів став безпосередньо пов'язаний зі Східною Африкою.